# Solenostomus cyanopterus
Solenostomus cyanopterus is een straalvinnige vissensoort uit de familie van buisbekken (Solenostomidae). De wetenschappelijke naam van de soort is voor het eerst geldig gepubliceerd in 1854 door Bleeker.